# Sarawak FA
Sarawak FA is een Maleisische voetbalclub en speelt in het Sarawakstadion in Kuching dat plaats biedt aan 40.000 toeschouwers.
De club werd in 1974 opgericht. In 1997 werd de club landskampioen. Sinds 2014 speelt Sarawak wederom in de Liga Super Malaysia.

## Erelijst
- Liga Super Malaysia: 1997
- Liga Perdana Malaysia: 2013
- Piala FA Malaysia: 1992
- Sultan Haji Ahmad Shah Cup  (Supercup): 1998
- Piala Borneo: 1965, 1966, 1969, 1981, 1982, 1983, 1986

## Bekende (oud-)spelers
- Joël Epalle
- Ronald Hikspoors
- Brutil Hosé
- David Mitchell
- Kallé Soné

## Bekende (Oud-)Trainers
- Robert Alberts